# گمینا اوپوچنو
گمینا اوپوچنو (به لهستانی:  Gmina Opoczno) یک گمینا در لهستان است که در شهرستان اوپوچنو واقع شده‌است. گمینا اوپوچنو ۱۹۰٫۴۵ کیلومتر مربع مساحت و ۳۵٬۴۱۸ نفر جمعیت دارد.

## خواهرخوانده
شهر بیتچا خواهرخواندهٔ گمینا اوپوچنو هست.